# Giải của Viện phim Úc cho đạo diễn xuất sắc nhất
Giải của Viện phim Úc cho đạo diễn xuất sắc nhất là một giải của Viện phim Úc dành cho đạo diễn được bầu chọn là xuất sắc nhất.

## Những người đoạt giải
- 1971 - Homesdale (Peter Weir)
- 1972 - Stork (Tim Burstall)
- 1973 - Marco Polo Junior Versus the Red Dragon (Eric Porter)
- 1974/5 - Billy and Percy (John Power)
- 1976 - The Devil's Playground (Fred Schepisi)
- 1977 - Don's Party (Bruce Beresford)
- 1978 - Newsfront (Phillip Noyce)
- 1979 - My Brilliant Career (Gillian Armstrong)
- 1980 - Breaker Morant (Bruce Beresford)
- 1981 - Gallipoli (Peter Weir)
- 1982 - Mad Max 2 (George Miller)
- 1983 - Careful, He Might Hear You (Carl Schultz)
- 1984 - My First Wife (Paul Cox)
- 1985 - Bliss (Ray Lawrence)
- 1986 - Malcolm (Nadia Tass)
- 1987 - The Year My Voice Broke (John Duigan)
- 1988 - The Navigator (Vincent Ward)
- 1989 - Evil Angels (Fred Schepisi)
- 1990 - Return Home (Ray Argall)
- 1991 - Proof (Jocelyn Moorhouse)
- 1992 - Strictly Ballroom (Baz Luhrmann)
- 1993 - The Piano (Jane Campion)
- 1994 - Bad Boy Bubby (Rolf de Heer)
- 1995 - Angel Baby (Michael Rymer)
- 1996 - Shine (Scott Hicks)
- 1997 - Kiss or Kill (Bill Bennett)
- 1998 - The Boys (Rowan Woods)
- 1999 - Two Hands (Gregor Jordan)
- 2000 - Chopper (Andrew Dominik)
- 2001 - Lantana (Ray Lawrence)
- 2002 - Beneath Clouds (Ivan Sen)
- 2003 - Japanese Story (Sue Brooks)
- 2004 - Somersault (Cate Shortland)
- 2005 - Look Both Ways (Sarah Watt)
- 2006 - Ten Canoes - (Rolf de Heer & Peter Djigirr)
- 2007 - The Home Song Stories - (Tony Ayres)
- 2008 - The Black Balloon - (Elissa Down)